# Clinodiplosis diodiae
Clinodiplosis diodiae är en tvåvingeart som beskrevs av Maia 2001. Clinodiplosis diodiae ingår i släktet Clinodiplosis och familjen gallmyggor. Inga underarter finns listade i Catalogue of Life.